# Antonio Realubin Tobias
Antonio Realubin Tobias (sinh 1941) là một giám mục người Philippines của Giáo hội Công giáo Rôma. Ông hiện là Giám mục chính tòa Giáo phận Novaliches. Trước khi về Novaliches, giám mục Tobias còn đảm nhiệm nhiều vai trò tại nhiều giáo phận khác nhau như: Giám mục chính tòa Giáo phận San Fernando de La Union, Giáo phận Pagadian và Giám mục phụ tá Tổng giáo phận Zamboanga.

## Tiểu sử
Giám mục Antonio Realubin Tobias sinh ngày 13 tháng 6 năm 1941 tại Ilocos Norte, thuộc Philippines. Sau quá trình tu học dài hạn tại các cơ sở chủng viện theo quy định của Giáo luật, ngày 21 tháng 12 năm 1965, Phó tế Tobias, 24 tuổi, tiến đến evie65c được truyền chức linh mục. Tân linh mục là thành viên của linh mục đoàn Tổng giáo phận Manila.
Sau hơn 15 năm kinh nghiệm trong công việc mục vụ trên sứ vụ là một linh mục, ngày 3 tháng 11 năm 1982, tin tức từ Tòa Thánh cho biết Giáo hoàng đã tuyển chọn linh mục Antonio Realubin Tobias, 41 tuổi, vào hàng ngũ các giám mục, cụ thể với chức vị Giám mục Phụ. tá Tổng giáo phận Zamboanga và danh hiệu Giám mục Hiệu tòa Tipasa in Numidia. Buổi lễ truyền chức cho vị giám mục tân cử được cử hành sau đó vào ngày 25 tháng 1 năm 1983, với phần nghi thức truyền chức được chủ sự bởi 3 giáo sĩ cấp cao. Chủ phong cho Tân giám mục là Tổng giám mục Bruno Torpigliani, Sứ thần Tòa Thánh tại Philippines. Hai vị khác với vai trò phụ phong đó là Tổng giám mục Francisco Raval Cruces, Tổng giám mục Tổng giáo phận Zamboanga và Giám mục Oscar Valero Cruz, Giám mục chính tòa Giáo phận San Fernando. Tân giám mục chọn cho mình châm ngôn:Adveniat regnum tuum.
Chỉ hơn một năm sau ngày tấn phong, tin tức từ Tòa Thánh bất ngờ loan báo về việc đã quyết định thuyên chuyển Giám mục Tobias đến nhiệm sở mới, làm Giám mục chính tòa Giáo phận Pagadian, quyết định được thông báo vào ngày 14 tháng 9 năm 1984. Gần 10 năm trên cương vị giám mục của Pagadian của Giám mục Tobias đột ngột chấm dứt bằng quyết định mà Tòa Thánh cho công bố vào ngày 28 tháng 5 năm 1993, qua đó chuyển Giám mục Tobias đến nhiệm sở mới với cương vị Giám mục chính tòa Giáo phận San Fernando de La Union. Từ ngày 21 tháng 6 năm 2003, ông còn kiêm nhiệm thêm vị trí Giám quản Tông Tòa Giáo phận Novaliches. Lại 10 năm nữa trôi qua, vị trí của Giám mục Tobias lại một lần nữa thay đối sang làm Giám mục chính tòa Giáo phận Novaliches từ ngày 25 tháng 11 năm 2003.